# Sex Up - Ich könnt' schon wieder
Sex Up - Ich könnt' schon wieder è un film televisivo del 2005 diretto da Florian Gärtner.
Si tratta del sequel del film televisivo Sex Up - Jungs haben's auch nicht leicht del 2003. 

## Trama
Mentre sta facendo jogging con la moglie Gabi, Klaus Ziegler viene notato da una pianta "SEX UP" cresciuta in mezzo alla spazzatura, la quale spruzza un liquido rosso simile a dello sperma contro una musicassetta che l'uomo tiene in mano.
Anton Ziegler, Adam Hoppeczynski e Max Spackmann si trasferiscono a Berlino in cerca di lavoro. Un giorno Anton riceve dai genitori un pacco contenente alcune foto, una scatola di preservativi ed una musicassetta; tutta roba che il ragazzo getta subito nella spazzatura. Nel corso della notte, quando Anton si alza per andare a urinare dalla musicassetta si sviluppa una pianta "SEX UP". Il mattino seguente Anton ed Adam trovano sparso dello sperma rosso della pianta e realizzano quello che è successo. Mentre Max per sbaglio beve dello sperma rosso, Anton si mette alla ricerca della pianta trovandola dentro il camion della spazzatura. I tre decidono di mettersi in affari facendo riprodurre la pianta e trasformando il suo sperma rosso in pillole dall'alto potere afrodisiaco e vendendole su internet.
Diventati ricchi i tre ragazzi si danno alla bella vita: Anton tenta di conquistare Natascha, la ragazza di cui si è innamorato, Adam se la spassa con la fidanzata Valerie, che teme sia interessata allo spagnolo Juan, e Max invece, essendo gay, cerca la compagnia di un ragazzo. Un giorno Anton assume per sbaglio una quantità esagerata dell'afrodisiaco derivato dalle piante e inizia a perdere la testa finendo anche con l'andare a letto con Max.
Nel frattempo l'azienda farmaceutica di Hubertus von Hochstetten, il capo di Natascha, si trova in crisi a causa degli afrodisiaci creati dai ragazzi e decide di rovinare i loro affari rubando tutte le piante che possiedono. Tuttavia egli ignora che le piante si nutrono di birra e di pizza e decide quindi di rapire uno dei ragazzi, Adam, per farsi rivelare la cosa.
Anton e Max, insieme a Valerie e Juan, si recano quindi presso la sede dell'azienda farmaceutica per salvare l'amico. Dopo aver liberato l'amico Anton resta intrappolato dentro i laboratori dove tenta di prelevare una baby pianta ma è poi scoperto da Natascha, la quale lo aiuto ad uscire.
Il giorno dopo si tiene la conferenza stampa di Hubertus von Hochstetten, nella quale egli intende presentare al mondo la pianta "SEX UP". Ma nel bel mezzo di essa le piante, alimentate con la birra analcolica, inizia ad esplodere sotto gli occhi divertiti di Anton, Adam, Max, Valerie e Juan.
Al termine del film Max si fidanza con Juan, Adam con Valerie ed Anton con Natascha, la quale, avendo salvato una pianta, vuole mettersi in società con i ragazzi nella produzione degli afrodisiaci e partecipare alla divisione degli utili.